# Sarasvatí
|  | Aquest article tracta sobre la deessa. Vegeu-ne altres significats a «Riu Sarasvatí». |

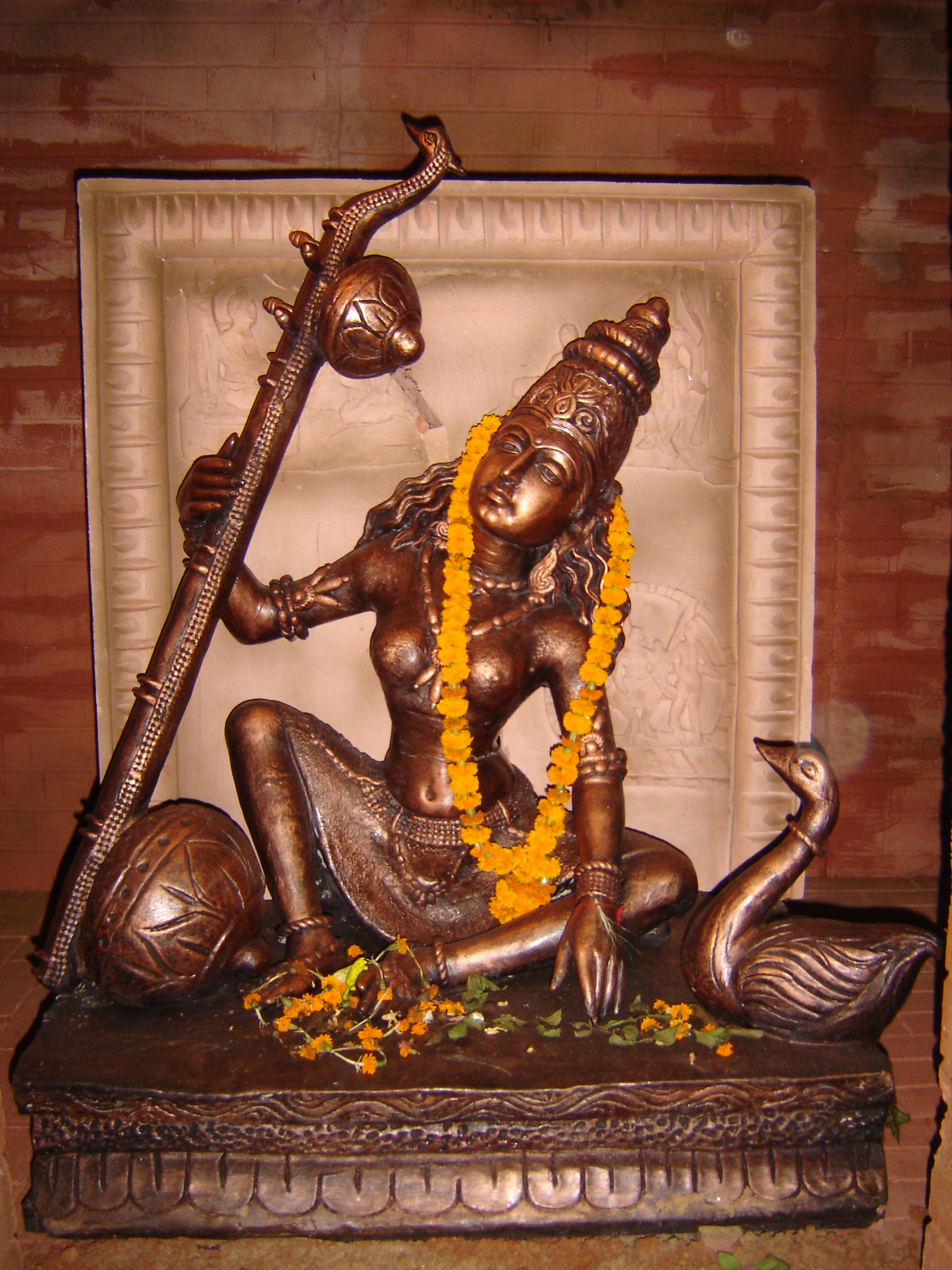
Saraswatí; imatge de fusta

Sarasvatí (सरस्वती IAST sarasvatī) és la deessa de les arts, la creativitat, l'intel·lecte i de les lletres en l'hinduisme; també és una divinitat important en el budisme. És una figura divina benevolent.
És la xacti de Brahma, la divinitat creadora, tot i que rarament apareix amb ell en la iconografia. Normalment Sarasvatí es representa sola. El seu mantra principal és: Om Eim Sarasvatyei Svāhā.
A les famílies hindús és costum fer rituals a Saraswatí quan els xiquets i xiquetes comencen a aprendre a llegir.

## Nom
El nom Sarasvatī prové de "saras" ("flux") i "vatī" ("dona"). Així Sarasvatí és el símbol del coneixement. Representa que el coneixement flueix i creix com un riu i que és tan atractiu com una dona de gran bellesa física.
En el budisme Sarasvatí és la divinitat que guarda els preceptes de Buda. En birmà es coneix amb el nom de သူရဿတီ (IPA θùjɑ̯ðədì), en xinès com a  辯才天 (Biàncáitiān), en tailandès com สุรัสวดี (Surasawadī) i en japonès com a 弁才天/ 弁財天 (Benzaiten).

## Iconografia
Els seus atributs són la bellesa física, el vina, el lotus de l'Índia blanc i el paó, que en alguns casos pot ser un cigne. En representacions antigues se la representava amb un llibre o altres atributs. També duu sovint una corona al cap i un sari de color blanc.

## Galeria

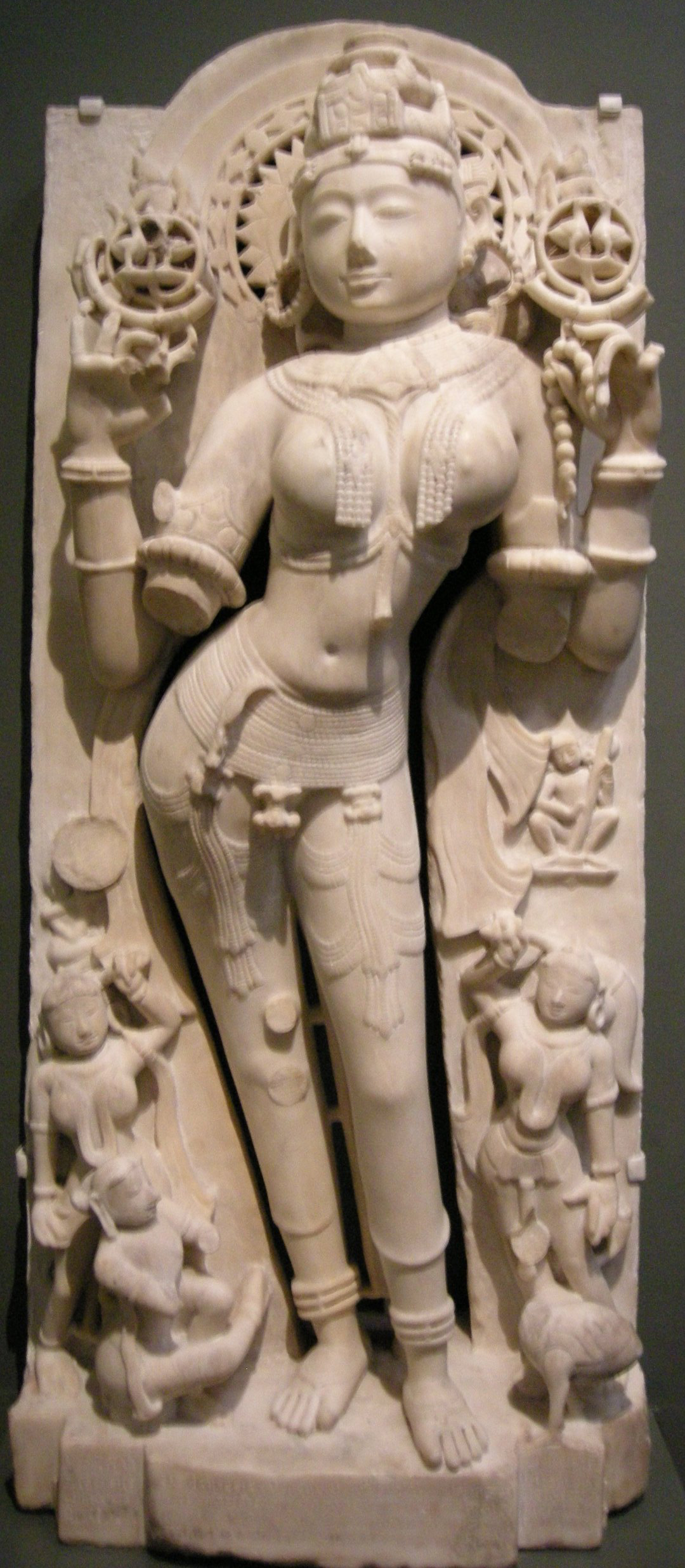
Saraswati. Antiga escultura de pedra, 120.02 x 50.17 x 29.85 cm. Gujarat.
Saraswati; oli de Raja Ravi Varma
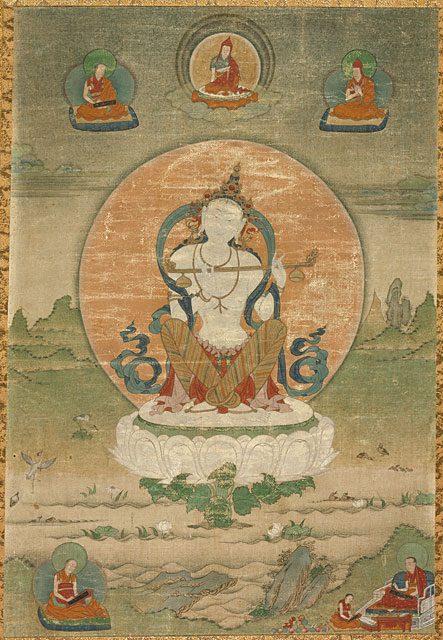
Sarasvatí. Thangka budista tibetà; pigments minerals i or sobre tela de cotó, 36 x 24.4 cm.
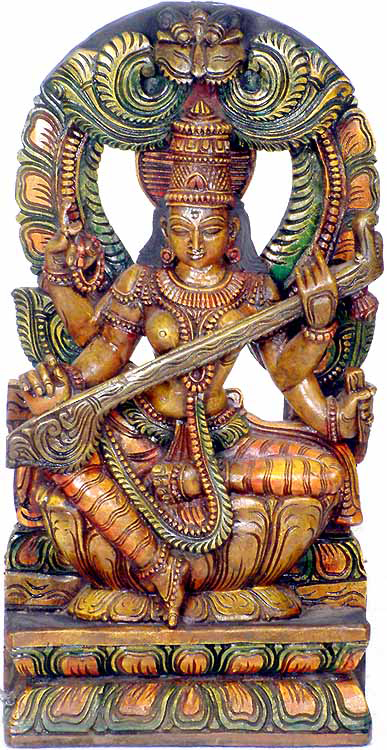
Saraswati; escultura de fusta
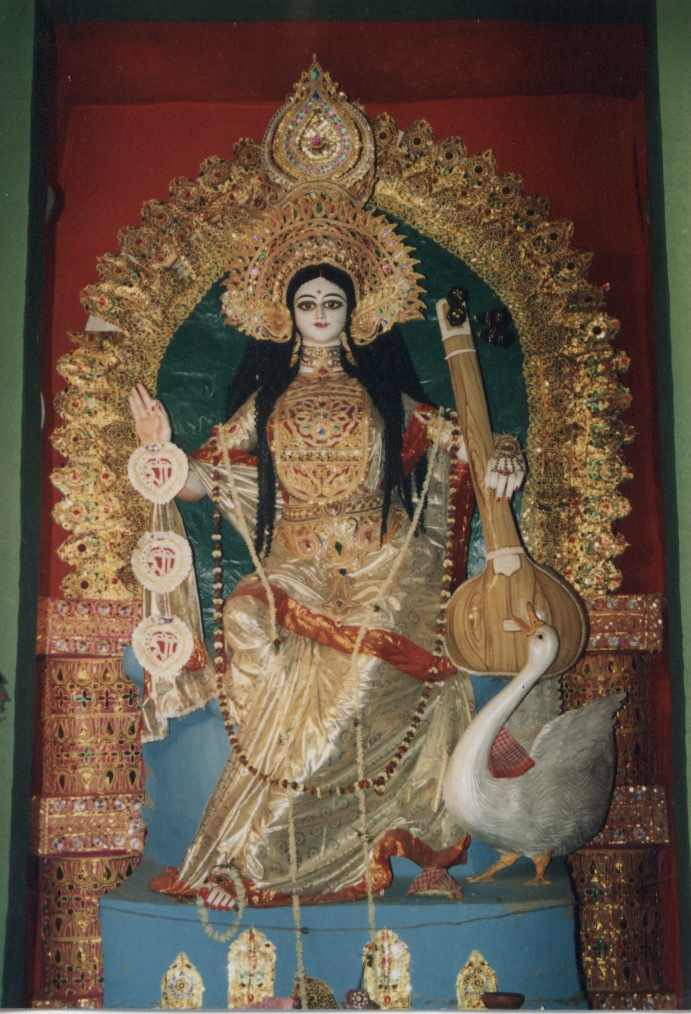
Sarasvatí a Kolkata, Bengala
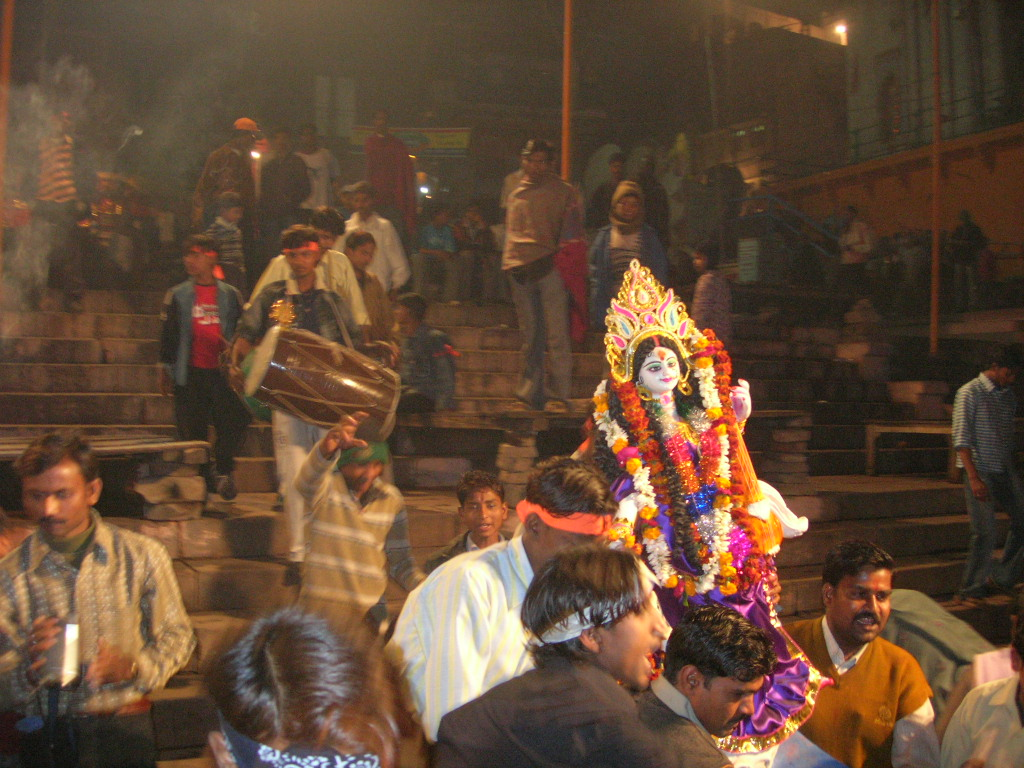
Festival de Saraswati a Benarés
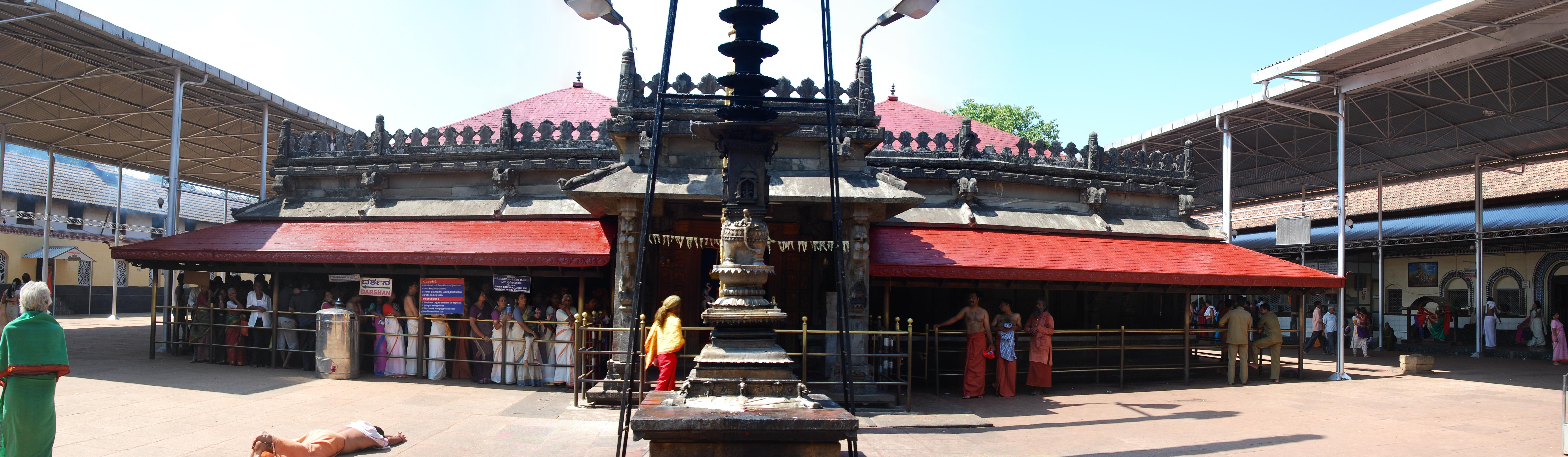
Temple de Mukambika a Kol·lur, Karnataka
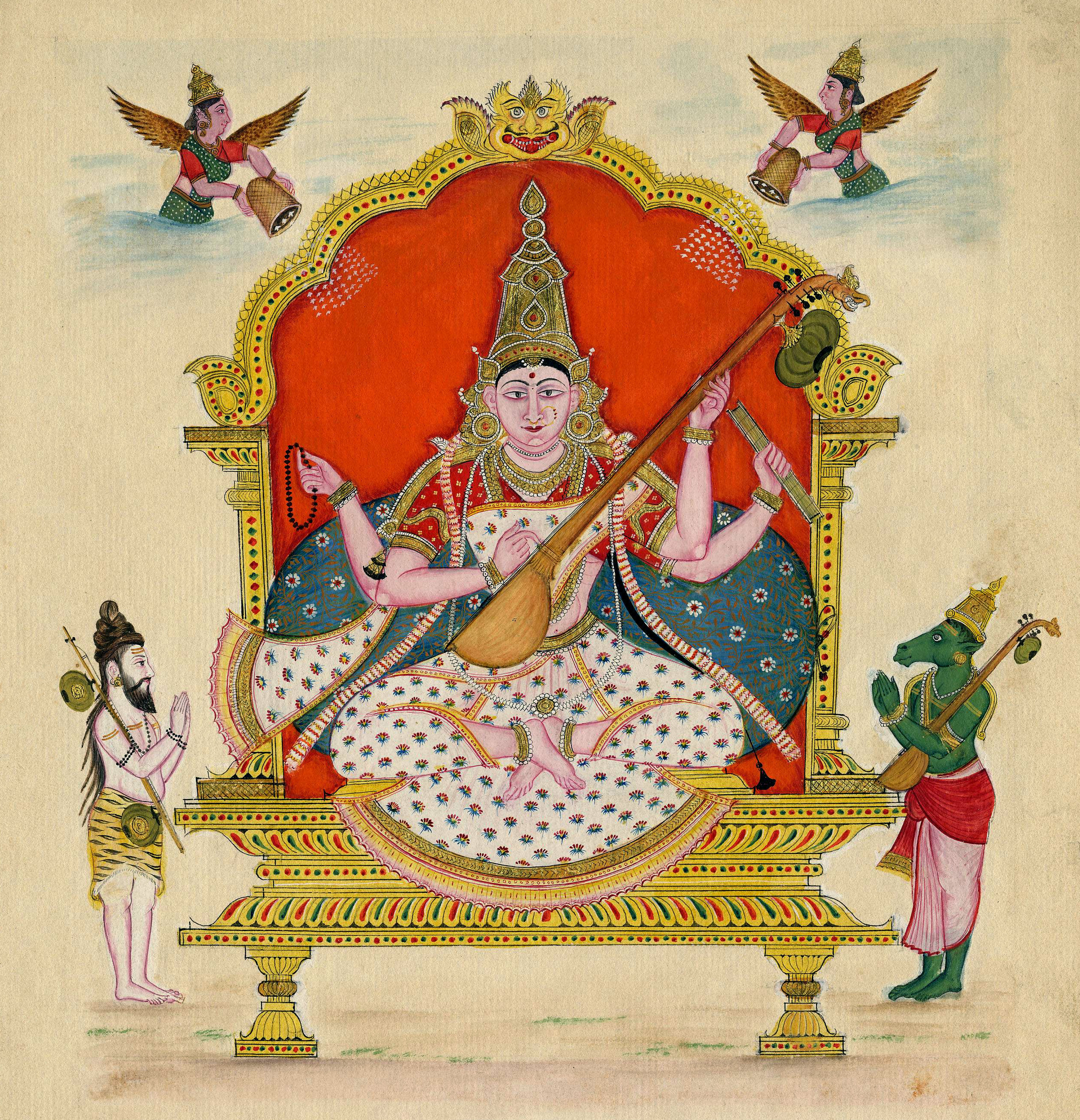
Representació de Sarasvatí a l'Índia meridional
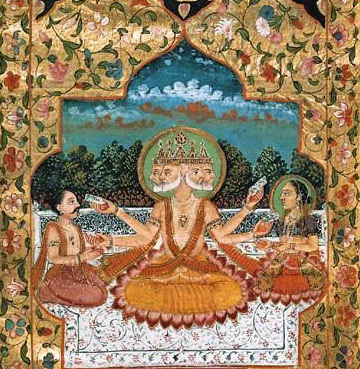
Brahma amb Saraswatí. Miniatura del segle xviii
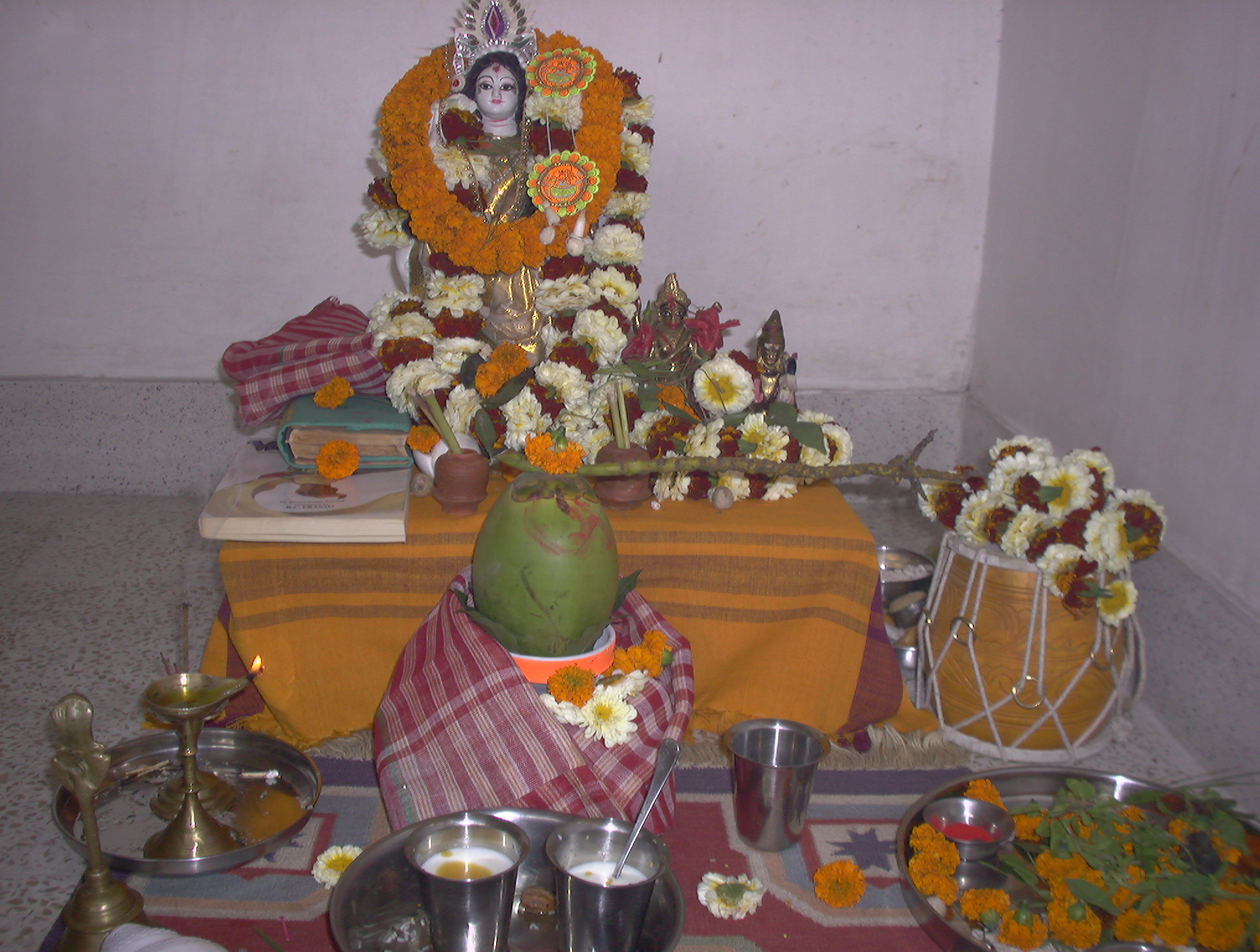
Altar de Sarasvatí amb ofrenes
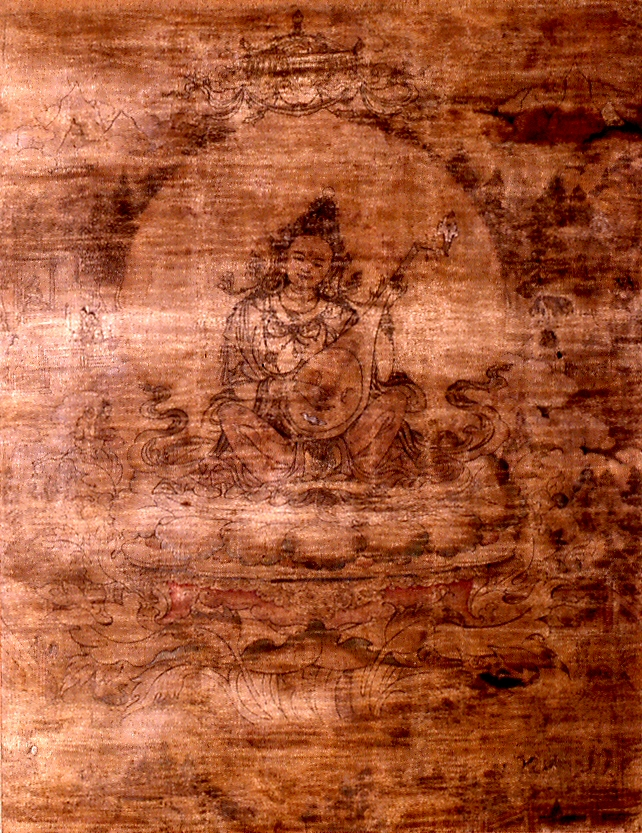
Saraswati és la deessa hindú, adoptat com una deessa de l'aprenentatge i de les arts escèniques per part dels budistes. Aquí, ella s'asseu en una flor de lotus sortint de l'aigua i té un paper central d'Àsia llaüt no és un "vine", com seria el cas a l'Índia. c.1500